# 丹津旺濟爾
丹津旺濟爾（1788年—1808年），清代卫拉特蒙古土尔扈特贵族，第四任札萨克卓哩克图汗，渥巴锡之孙，策璘納木札勒第三子。
嘉庆十一年（1806年）丹津旺濟爾的大哥霍绍齐去世，嘉庆帝诏命丹津旺济尔袭封札萨克卓哩克图汗。丹津旺濟爾为人温敦厚实，办事干练，喜结挚友。执政期间较好解决了尤勒都斯草原周边各民族的关系。嘉庆十三年（1808年）十一月，丹津旺濟爾去世，嘉庆帝赏银五百两为他治丧，诏命其二哥那木濟勒多爾濟袭封。
| 前任： 霍绍齐 | 札萨克卓哩克图汗 旧土尔扈特部乌讷恩素珠克图盟盟长 1806年－1808年 | 繼任： 那木濟勒多爾濟 |